# تحطم مروحية الجيش الباكستاني 2022
تحطم مروحية الجيش الباكستاني 2022 في 1 أغسطس 2022 فقدت مروحية تابعة للجيش الباكستاني، كانت تقوم بعمليات الإغاثة من الفيضانات في منطقة لاسبيلا في بلوشستان، والاتصال بمراقبة الحركة الجوية.
توفي الأفراد العسكريون الستة، بمن فيهم القائد الثاني عشر فيلق اللواء سرفراز علي في الحادث.
عزت التقارير الواردة من السلطات الباكستانية حول تحقيقاتها المبكرة الحادث إلى سوء الأحوال الجوية، في حين أفادت رويترز عن مزاعم لم يتم التحقق منها من مجموعة التمرد البلوشية بالوش راجي أجوي سانغار بأنهم أسقطوا المروحية.